# Sovetsk
Huyện Sovetsk (tiếng Nga: ? райо́н) (Tiếng Đức: Tilsit) (Tiếng Litva: Tilžė)là một huyện hành chính tự quản (raion), của Tỉnh Kaliningrad, Nga. Huyện có diện tích 14 km², dân số thời điểm ngày 1 tháng 1 năm 2000 là 43300 người. Trung tâm của huyện đóng ở Sovetsk.